# 皮尼亞河
48°33′29″N 22°57′28″E / 48.5581°N 22.9578°E
皮尼亞河（羅馬化：Pynia）是烏克蘭的河流，屬於拉托里察河的右支流。該河發源自波利亞納，流經西部外喀爾巴阡州的穆卡切沃區，河道全長24公里，流域面積209平方公里。